# Tázlár
Tázlár este un sat în districtul Kiskőrös, județul Bács-Kiskun, Ungaria, având o populație de 1.779 de locuitori (2011). 

## Demografie
Componența etnică a satului Tázlár
     Maghiari (96,95%)
     Romi (1,31%)
     Germani (1,24%)
     Necunoscut (0,25%)
     Români (0,25%)
     Alții (0,25%)
Componența confesională a satului Tázlár
     Romano-catolici (56,16%)
     Reformați (13,21%)
     Luterani (5%)
     Fără religie (2,75%)
     Necunoscută (22,54%)
     Atei (0,34%)
     Alte religii (1,46%)
Conform recensământului din 2011, satul Tázlár avea 1.779 de locuitori. Din punct de vedere etnic, majoritatea locuitorilor (96,95%) erau maghiari, existând și minorități de romi (1,31%) și germani (1,24%). Apartenența etnică nu este cunoscută în cazul a 0,25% din locuitori.  Din punct de vedere confesional, majoritatea locuitorilor (56,16%) erau romano-catolici, existând și minorități de reformați (13,21%), luterani (5,0%) și persoane fără religie (2,75%). Pentru 22,54% din locuitori nu este cunoscută apartenența confesională.